# Takrouna
Takrouna (àrab: تكرونة, Takrūna) és una vila amaziga de Tunísia, a la governació de Sussa, uns 100 km al sud de Tunis, 45 km al nord-est de Sussa i uns 6 km a l'oest d'Enfidha. Disposa d'una mesquita i una zàwiya amb la tomba del sant local Sidi Abd al-Kadir, i ha esdevingut un atractiu turístic perquè manté el seu aire amazic i el poble està construït en part sobre una roca (Le Rocher Bleu) en mig d'una extensa plana, amb una impressionant panoràmica sobre els quatre vents. Està format per tres barris (Huna, Dar al-Shud i al-Blad). Durant la Segona Guerra Mundial va ser escenari de combats entre alemanys i neozelandesos (1943).
La seva població vers 1990 era de 500 habitants, encara que les dades de 2014 registren una població de 628. El lloc va cridar l'atenció dels francesos pel seu encant. A pesar de la seva poc importància, Takrouna va aportar diversos alts funcionaris, ensenyants i homes de cultura (poetes, pintors) al temps de la independència. El nom de Takrouna és amazic i hauria estat fundada al lloc d'un assentament romà, però la localitat només apareix a les fonts a partir del segle xix i segons la tradició local només existeix des de fa uns dos-cents anys.

## Batalla durant la Campanya del nord d'Àfrica
Al voltant de la localitat es va lliurar una sèrie de batalles que formaven part del replegament de part de les forces de l'Eix empeses per les forces aliades cap al nord de Tunísia durant l'abril de 1943.

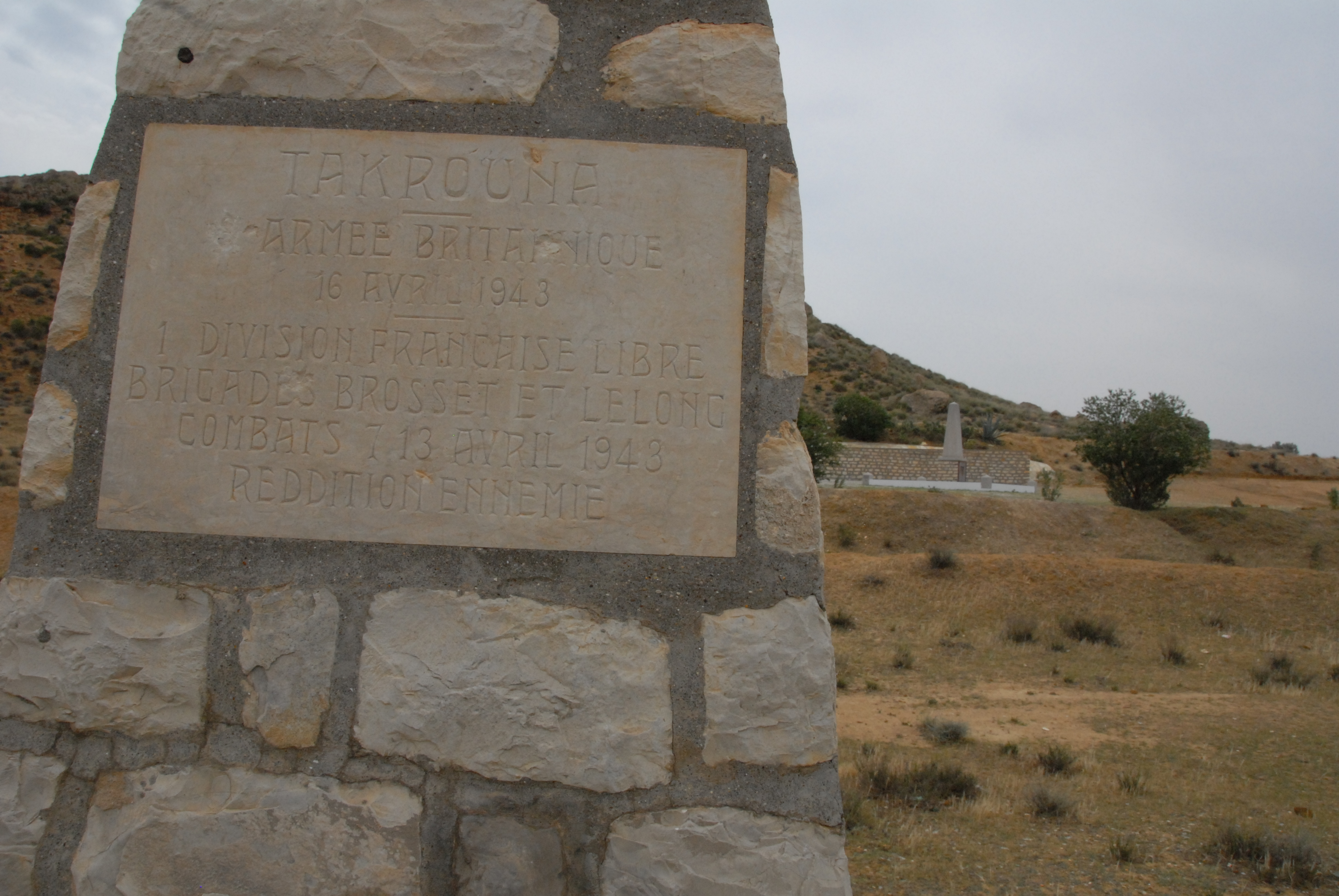
Placa commemorativa de les lluites durant els dies set a tretze d'abril de 1943 situada en Takrouna.
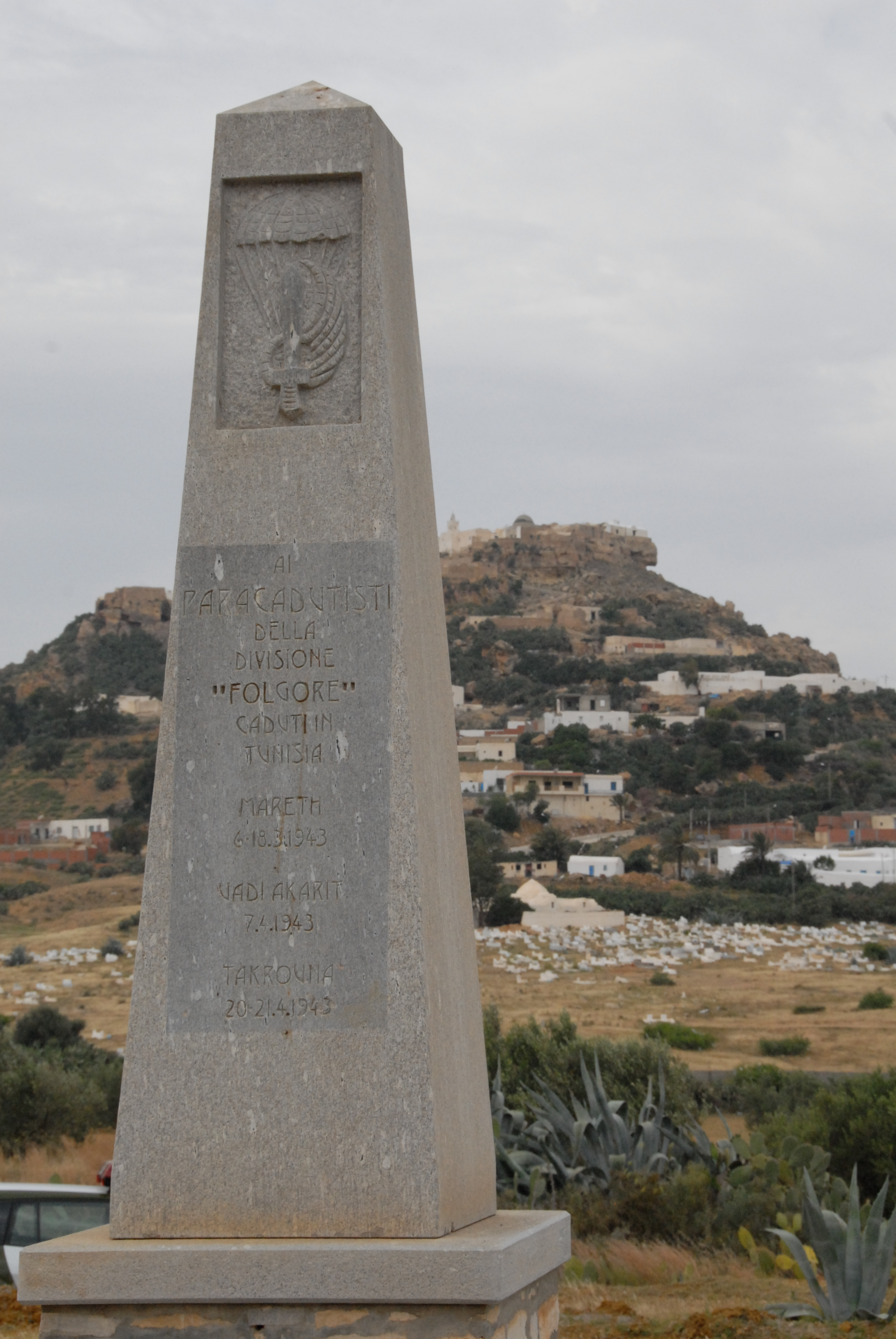
Monòlit als paracaigudistes de la Divisió Folgore 20-21 d'abril 1943.
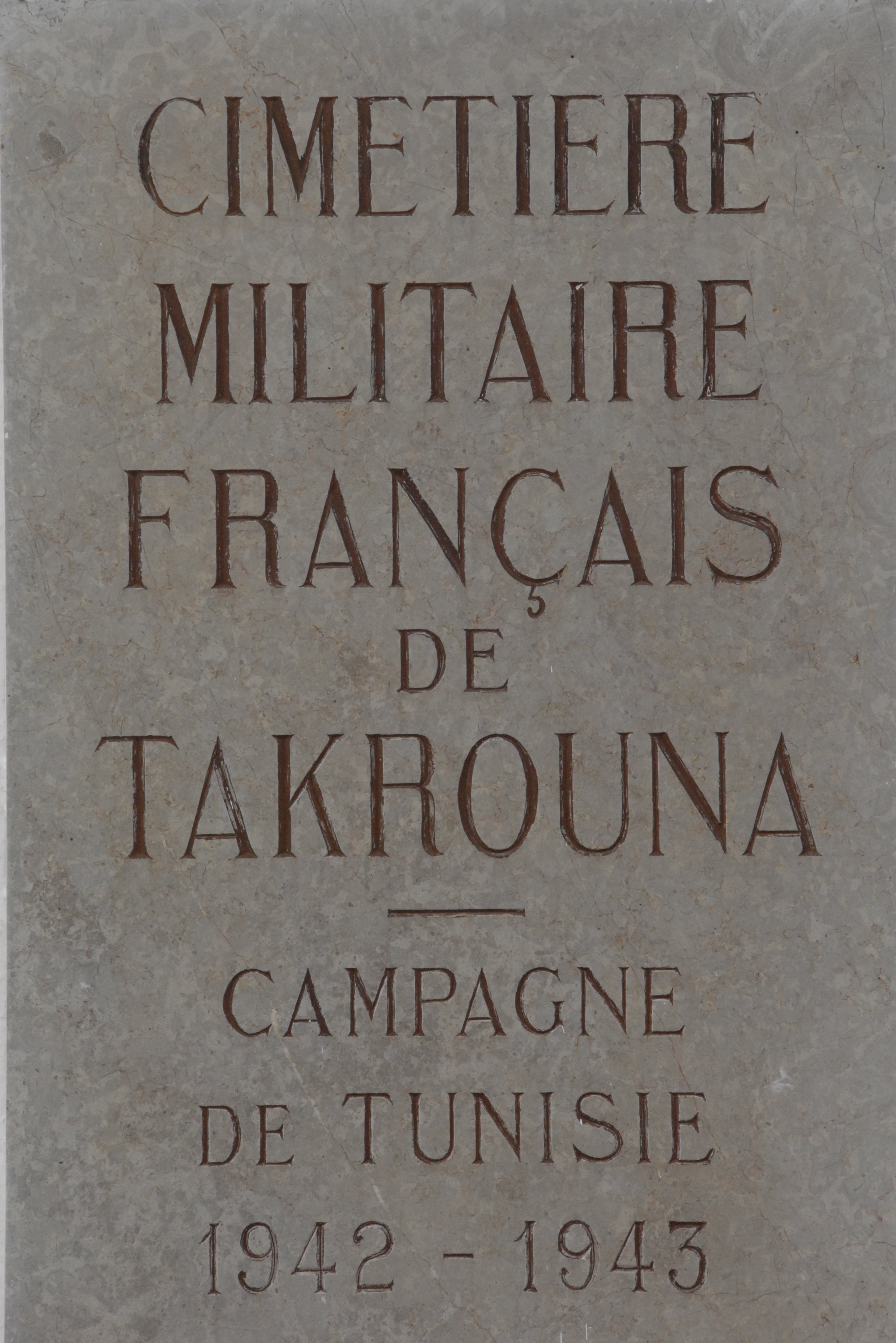
Cartell a l'entrada del Cementiri militar de Takrouna.

## Administració
És el centre del sector o imada homònim, amb codi geogràfic 31 60 57 (ISO 3166-2:TN-12), de la delegació o mutamadiyya d'Enfidha (31 60).
Al mateix temps, està integrada a la municipalitat o baladiyya d'Enfidha (codi geogràfic 31 20).